# Christian de Vaufleury
Christian de Vaufleury est un footballeur français né le 18 janvier 1929 à Bonchamp-lès-Laval (Mayenne) et décédé le 7 janvier 2011 à Besançon.

## Biographie
Christian de Vaufleury débute au Stade lavallois, club avec lequel il remporte la Coupe de l'Ouest en 1949.
Ce milieu de terrain poursuite ensuite sa carrière au Besançon Racing Club, avant de jouer au FC Nantes.
Au total, il dispute 161 matchs en Division 2.